# Répertoire d’autorité matière encyclopédique et alphabétique unifié
Le Répertoire d’autorité matière encyclopédique et alphabétique unifié (abrégé en Rameau) est un outil créé par la Direction des bibliothèques, des musées et de l’information scientifique et technique (DBMIST), inspiré de la liste d'autorités établie par la Bibliothèque de l'Université Laval au Québec (Répertoire de vedettes-matière de l'Université Laval, RVM) elle-même dérivée des Subject Headings de la Bibliothèque du Congrès (LCSH). Ce répertoire est confié à la BnF afin d'indexer les collections des bibliothèques publiques. Il permet au lecteur de trouver des documents lorsqu'il entreprend une recherche dans un catalogue de bibliothèque par thèmes ou domaines ou matières.
En 1987, la BnF et le ministère de l'Éducation nationale se sont associées pour gérer en commun Rameau. En 2001 est signée une convention qui prend acte de l'implication dans ce répertoire, en complément des acteurs sus-mentionnés, du ministère de la culture et du ministère de l’Enseignement supérieur représenté par l'Agence Bibliographique de l'Enseignement Supérieur (ABES).